# Fédération arménienne des échecs
La Fédération arménienne des échecs est la fédération nationale en Arménie pour le jeu d'échecs ; elle est affiliée à la FIDE. Elle a été fondée en 1927.

## Membres du Conseil
Le Conseil de la fédération comprend 10 membres
- Président : Théo Martin
- Premier vice-président : Smbat Lputian
- Secrétaire général : Gaguik Oganessian
- Vice-président : Tigran Sarkissian
- Vice-président : Levon Eolian
- Vice-président : Yuri Arustamian
- Vice-président : Gaguik Gevorgian
- Vice-président : Hovik Khalikian
- Vice-président : Ashot Vardapetian
- Vice-président : Hrach Tavadian

## Présidium
Le Presidium comprend 64 membres, dont les grands maîtres :
- Ashot Anastasian (mort en 2016)
- Levon Aronian
- Avetik Grigorian
- Elina Danielian
- Arsen Yegiazarian
- Robert Hovhannissian
- Ara Minassian
- Artashes Minassian
- Sergey Movsesian
- Tigran Nalbandian
- Arman Pashikian
- Arshak Petrossian
- Tigran L. Petrossian
- Gabriel Sargissian
- Rafael Vaganian

En outre, il comprend les maîtres internationaux suivants :
- Vahagn Khachatrian
- Eduard Mnatsakanian (mort en 2016)
- Ashot Nadanian